# Mausoleopsis lerui
Mausoleopsis lerui är en skalbaggsart som beskrevs av Franz Antoine 2004. Mausoleopsis lerui ingår i släktet Mausoleopsis och familjen Cetoniidae. Inga underarter finns listade i Catalogue of Life.